# La Traque Carlos
La Traque Carlos est le 116e roman de la série SAS, écrit par Gérard de Villiers et publié en septembre 1994 aux éditions Gérard de Villiers. Comme tous les SAS parus au cours des années 1990, le roman a été édité lors de sa publication en France à 200 000 exemplaires.
L'action se déroule en 1994 en Autriche (Liezen), en Allemagne (Berlin et à Potsdam). Malko Linge est chargé de mettre la main sur Carlos, le dangereux terroriste. Bien que le titre du roman soit « La Traque Carlos », le terroriste n'intervient quasiment pas dans le récit.

## Personnages
- Malko Linge : Autrichien, « agent contractuel » de la CIA, héros du roman.
- Elko Krisantem
- Helmut Weiss : ancien de la Stasi
- Hildegarde Dietrich
- Valery Zabotin (membre du SVR russe)
- Fitzroy Mac Coy (chef de poste de la CIA à Berlin)
- Lydia Voigt (maîtresse de Nabil Tafik)
- Otto Lehr
- Nabil Tafik
- Margot Zimmermann (membre du groupe Carlos)
- Adolf Weimar
- Djamal Talanbani
- Gulé
- Günter Frölich (maquereau)
- Aldona
- Sigrid Gensler
- Deniz Cicuret

## Résumé
Otto Lehr est un ancien membre de la Stasi qui travaille maintenant en free lance pour les services secrets allemands et les services secrets américains. Il leur propose de leur remettre Nabil Tafik, un membre important des services secrets syriens en poste en Allemagne, qui a longtemps été l'agent traitant du terroriste Carlos. Le but est de négocier avec Tafik sa trahison afin qu'il communique des documents secrets prouvant l'implication de la Syrie dans des attentats commis dans les années 1980 par Carlos, et de pousser la Syrie à expulser le terroriste de la retraite dorée dans laquelle il se trouve à Damas. Otto Lehr manipule Helmut Weiss, un ancien de la Stasi, afin que Nabil Tafik puisse être accusé du meurtre d'une jeune prostituée, Aldona. 
La manipulation contre Tafik est un franc succès. Mais le groupe Carlos, qui a eu vent de l'affaire, veut assassiner Tafik. Ce dernier prend peur et se réfugie chez un chef de clan kurde du PKK, Djamal Talanbani. 
Malko tente de retrouver Tafik. Pour cela, il essaie de contacter diverses personnes qui pourraient le renseigner : Helmut Weiss (lui-aussi poursuivi par des tueurs à la solde d'Otto Lehr), la maîtresse de ce dernier (Hildegarde Dietrich), Gulé (prostituée kurde), etc. Peu à peu, Malko découvre le double jeu d'Otto Lehr. 
La fin du roman voit la réussite partielle des efforts de Malko : malgré l'assassinat de Nabil Tafik, Malko fait croire aux Syriens que ce dernier leur a livré des documents qui impliquent Hafez-el-Asad. À la dernière page du roman, on apprend que Carlos vient d'être expulsé de la Syrie et qu'il vient de trouver refuge au Soudan, d'où il sera arrêté peu après par la police secrète et remis à la DST française.

## Autour du roman
- L'auteur se trompe sur l'orthographe du prénom du terroriste, l'écrivant « Illicht » au lieu d’« Ilich ».
- L'attentat du drugstore Publicis est évoqué au début du chapitre VI (page 76, première ligne haut de page).
- Marathon à Spanish Harlem (1977), autre roman de la série SAS mettant en scène la traque du terroriste.